# The Happy Ending (1925)
The Happy Ending é um filme de drama mudo britânico de 1925, dirigido por George A. Cooper e estrelado por Fay Compton, Jack Buchanan e Joan Barry. Foi baseado em uma peça de Ian Hay.

## Elenco
- Fay Compton - Mildred Craddock

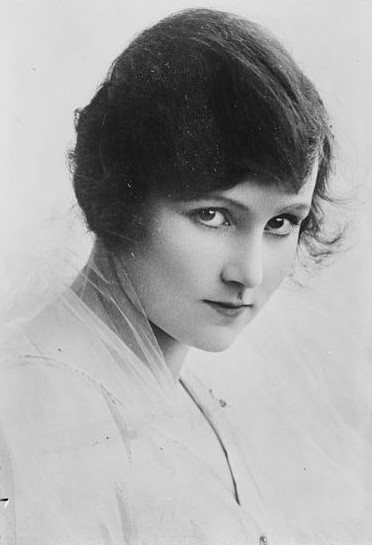
Fay Compton

- Jack Buchanan - Capitão Dale Conway
- Joan Barry - Molly Craddock
- Jack Hobbs - Denis Craddock
- Gladys Jennings - Joan Craddock
- Eric Lewis - Sir Anthony Fenwick
- Donald Searle - Harold Bagby
- Drusilla Wills - Laura Meakin
- Patrick Doyle - a empregada
- A.G. Poulton - Sr. Moon
- Benita Hume - Miss Moon
- Doris Mansell - Phyllis Harding